# Kernia
Kernia es un género de hongos de la familia Microascaceae.